# Maria Stokkenbech
Maria Stokkenbech (født i Hamborg i 1759) var en kvindelig skræddersvend i 1780'erne. Hendes historie er ikke helt almindelig og fortæller om hvilke muligheder og valg kvinder havde i 1700-tallet. Usædvanligvis fik hun arbejde i et mandefag, og fik tilladelse til både skilsmisse og til at drive værksted.  
Hun var den yngste i en børneflok på ti, som flyttede med moderen til Ærø da faderen døde da Maria var et år. 
Efter at have startet med at arbejde som tjenestepige på et værtshus i Kiel, flyttede hun som femtenårig til København for at arbejde som tjenestepige. 
Hun giftede sig hurtigt men hendes mand drak alle deres penge op. Imidlertid kunne Maria ikke få arbejde, fordi hun var gift. Hun rejste fra manden, tog til Kiel og fik ideen til at klæde sig ud som mand for at kunne arbejde. Hun begyndte at udgive sig selv for at være skræddersvend og fik arbejde med det samme. Maria gav sig selv navnet Gotfried Jacob Eichstedt. I årene efter lykkedes det hende at få fat i et svendebrev og rejste rundt som skræddersvend, kun afbrudt at et enkelt år hvor hun sejlede som koksmat på et skib. Hun kom i militærtjeneste som trompetist efter at have  været kommet i slagsmål med en soldat og derefter måtte overtage hans tjeneste. 
Efter militærtjenesten rejste hun igen rundt som skræddersvend i Danmark. Da hun nogle år senere kom til København, blev hun genkendt, afsløret og arresteret. 
Efter Maria kom ud af arresten, ansøgte hun Kong Christian d. 7 om bevilling til selv at holde værksted og svende, som hun endte med at få. 
Hun udgav i 1806 en selvbiografi med hendes historie (et skillingstryk).